# Janet Boyman
Janet Boyman, également Jonet Boyman ou Janet Bowman, est une femme écossaise accusée de sorcellerie; elle est jugée et exécutée en 1572, bien que son procès ai débuté dans les années 1570. Son acte d'accusation est décrit par des chercheuses  modernes comme Lizanne Henderson, comme une des sources archivées les plus anciennes et les plus complètes en ce qui concerne la sorcellerie et les croyance à propos des fées en Écosse.

## Accusations de sorcellerie
Boyman aurait été accusée d'avoir prédit la mort du régent.

## Vie personnelle
Très peu d'informations sont disponibles concernant la vie de Boyman, le dossier du procès la montre comme vivant à Cowgate, une rue d'Edimbourg. Aucune indication n'est donnée de son âge, mais il est indiqué qu'elle est mariée à William Steill.